# أولاد حانة
قرية أولاد حانا هي إحدى القرى التابعة لمركز المنزلة في محافظة الدقهلية في جمهورية مصر العربية. حسب إحصاءات سنة 2006، بلغ إجمالي السكان في أولاد حانا 2663 نسمة، منهم 1453 رجل و1210 امرأة.